# عكبرة
عكبرة كانت قرية فلسطينية صغيرة تقع في الجليل الأعلى على بعد 2.5 جنوبي صفد وبارتفاع 300 م عن سطح البحر.
كان يوجد بها حوالي 75 بيتا. وقد احتلتها القوات الصهيونية في 10 مايو 1948 وتم تطهير البلدة عرقياً بالكامل.

## جغرافيا
كانت القرية تنتشر على طرفي وادي عميق يمتد من الشمال إلى الجنوب ويمر وسط منحدر يواجه الجنوب وكان ثمة بعد الوادي تل يواجه القرية وكانت ترابية تصل عكبرة بمدينة صفد المجاورة. و كان هناك إلى الجنوب الشرقي من القرية، خربة العقيبة التي يعد موقعها مطابقا لموقع قرية أخاباري الرومانية في سنة 1904، وكانت هذه الخربة قرية آهلة (سالنامة ولايت بيروت في عام 1322 ه ص 194) مذكورة في (د 6/2 : 183) في أواخر القرن التاسع عشر كانت قرية مبنية بالحجارة، وكان معظم سكانها من المسلمين في سنة 1994 كان ما مجموعة 2222 دونما مزروعا حبوبا و 199 دونما مرويا أو مستخدم للبساتين. و قد نقب في الخربة المجاورة فظهرت أثار منها أسس أبنية دارسة، وحجارة منحوتة ومعاصر للخمر.

## وصلات خارجية
- عكبرة ترحب بكم
- عكبرة من مركز خليل سكاكيني الثقافي